# جيم نيهر
جيم نيهر (بالإنجليزية: Jim Neher)‏ هو لاعب كرة قاعدة أمريكي، ولد في 5 فبراير 1889 في روتشستر في الولايات المتحدة، وتوفي في 11 نوفمبر 1951 في بوفالو في الولايات المتحدة.

## وصلات خارجية
- جيم نيهر على موقعبيزبول رفرنس.كوم (الدوري الرئيسي) (الإنجليزية)